# روب فريمان
روب فريمان (بالإنجليزية: Rob Freeman)‏ هو منتج أسطوانات ومغني أمريكي، ولد في 26 مارس 1981.

## وصلات خارجية
- الموقع الرسمي
- روب فريمان على موقع ميوزك برينز (الإنجليزية)
- روب فريمان على موقع ديسكوغز (الإنجليزية)